# Vanda vipanii
Vanda vipanii är en orkidéart som beskrevs av Heinrich Gustav Reichenbach. Vanda vipanii ingår i släktet Vanda och familjen orkidéer.
Artens utbredningsområde är Burma. Inga underarter finns listade i Catalogue of Life.